# نادي كليفتونفيل
نادي كليفتونفيل لكرة القدم (Cliftonville Football & Athletic Club) هو نادي كرة قدم من أيرلندا الشمالية، تأسس سنة 1879م.